# Wilhelm von der Malsburg
Wilhelm Ernst Ludwig Otto von der Malsburg (* 14. Mai 1780 in Hanau; † 21. März 1857 in Kassel) war Oberhofmarschall und Abgeordneter der kurhessischen Ständeversammlung.

## Leben

### Herkunft und Familie
Wilhelm von der Malsburg entstammte dem hessischen Adelsgeschlecht von der Malsburg und war der Sohn des Conrad Friedrich Gottlob von der Malsburg (1735–1788) und dessen Gemahlin Sophie Amalie Hedwig von Eschwege (1741–1795). Am 1. August 1808 heiratete er in Kassel Caroline Luise von Dubuys (1787–1863).
Sein Bruder Heinrich (1775–1847) war Oberforstmeister und Abgeordneter des Provinziallandtages der preußischen Provinz Hessen-Nassau.

### Wirken
Wilhelm nahm im Königreich Westphalen eine wichtige Funktion ein. Er war Oberhofmarschall und damit der oberste Beamte. Die Wirtschaftseinrichtungen des Landes sowie das Hofmarschallamt standen unter seiner Aufsicht.
Er war der Günstling des Königs von Westphalen. Nach dem Abzug der Franzosen aus Deutschland ging Wilhelm ins Exil und kehrte nach einem Jahr nach Kassel zurück, nachdem er eine kurze Haft in der Festung Spangenberg verbüßt hatte.
1833 war er als Vertreter des Landgrafen Carl Mitglied der kurhessischen Ständeversammlung.